# Enzo Carli
Pour les articles homonymes, voir Carli.
Enzo Carli (Pise, 20 août 1910 - Sienne, 26 septembre 1999) est un historien de l'art italien, spécialiste de l'art siennois et pisan,, comme en témoignent ses nombreux ouvrages.

## Biographie
Élève, à l'université de Pise, de Mario Salmi (it) et ensuite de Matteo Marangoni, Enzo Carli soutient une thèse sur le sculpteur Tino di Camaino (1285-1337).

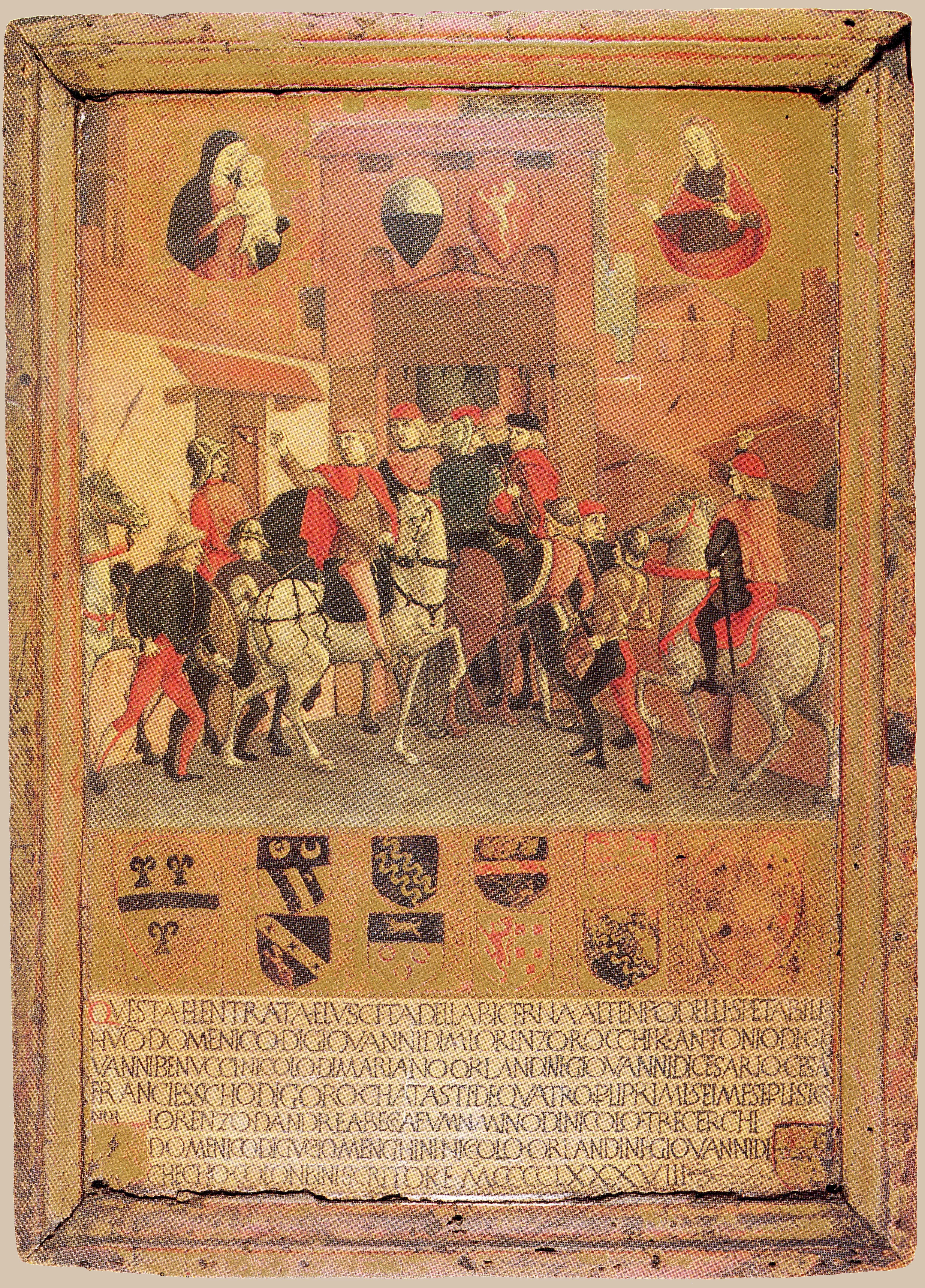
Le Retour des Noveschi à Sienne

En 1937, il occupe un poste à la Soprintendenza dell'Aquila et en 1939, part à Sienne où il s'établit et devient une des principales personnalités de la vie culturelle et où il s'investit dans la valorisation du patrimoine artistique.
Sous sa direction, se tiennent de nombreuses expositions et des publications. Il dirige la  pinacothèque de Sienne jusqu'à 1952, le Museo dell'Opera Metropolitana del Duomo dont il fut le Soprintendente jusqu'à 1973. Entre-temps, il enseigne l'histoire de l'Art à l'Université de Sienne, refusant un poste analogue à Gênes pour ne pas quitter la ville toscane.
Enzo Carli a publié articles dans des revues, telles que : Nuova Antologia (it), Le Arti, Antichità viva, Quaderni d'arte, La critica d'arte, Bollettino d'arte del Ministero della Pubblica istruzione, Rivista del R. Istituto d'archeologia e storia dell'arte, Belle arti, Emporium. Il a participé à des colloques tels que : Convegno internazionale di studi (Orvieto 12-14 novembre 1990).
Il est connu et apprécié surtout pour ses études sur l'art toscan du Gothique à la Renaissance et pour ses livres de vulgarisation, mais précis, sur l'histoire de l'art, mais il a aussi collaboré à des catalogues d'expositions d'artistes italiens du XXe siècle, parmi lesquels : Emilio Greco sculpteur, Orfeo Tamburi peintre, aquarelliste et dessinateur, Domenico Cantatore peintre et écrivain, Dino Buzzati peintre et écrivain, Giacinto Fiore peintre, Marino Marini sculpteur, Renzo Fontana sculpteur, Giuseppe Viviani graveur et peintre, Franco Gentilini peintre, Massimo Campigli peintre.
Il a écrit plus de 500 titres, entre des études et des monographies. Enzo Carli et Gian Alberto Dell'Acqua sont les auteurs de la Storia dell'arte : ad uso dei licei, édité en plusieurs volumes à Bergame et en plusieurs éditions, de 1952 à 1986. Cette œuvre a eu deux spécialisations : « ad uso dei licei classici » et « ad uso degli istituti magistrali » (« à l'usage des lycées classiques » et « à l'usage des établissements magistraux ») et a formé, dans les écoles italiennes, des générations d'étudiants. 
Ses livres et ses manuscrits furent offerts à l'Université siennoise par ses fils, après sa mort. Il est enterré au Camposanto monumentale de Pise.

## Œuvres

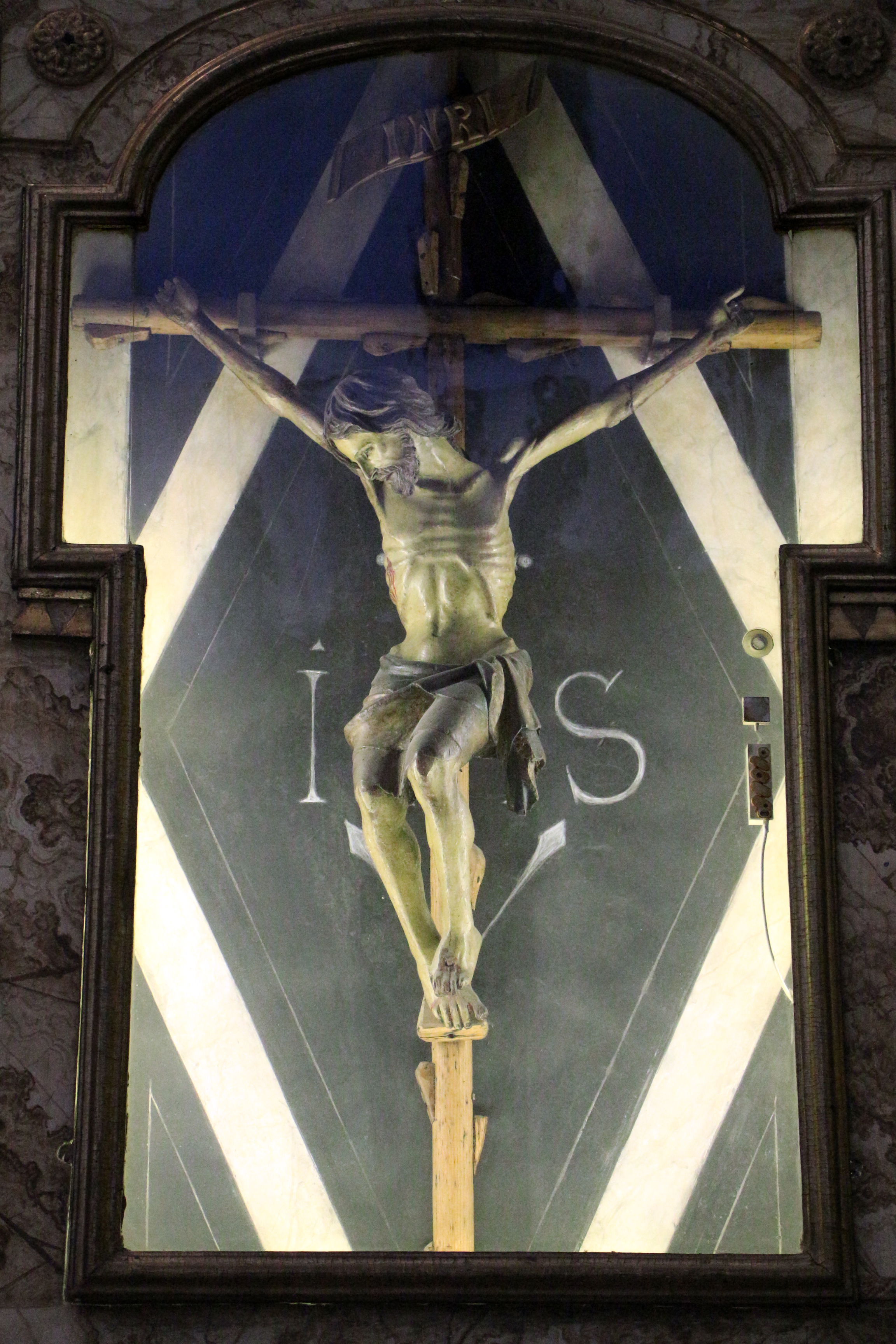
Giovanni Pisano, Crucifix des Bianchi, 1300-10 ca (Cathédrale de Prato)

- Sculture del duomo di Siena : (Giovanni Pisano, Tino di Camaino, Giovanni d'Agostino), Turin : Giulio Einaudi, 1941.
- Michelangelo, Bergamo : Ist. ital. d'arti grafiche, 1942.
- Il pulpito di Siena : con 100 tavole in rotocalco ed una tavola grafica, Bergame-Milan-Rome : Istituto d'arti grafiche, 1943.
- Vetrata Duccesca, Milan ; Florence : Electa, 1946.
- Luca Signorelli : gli affreschi nel Duomo di Orvieto, Bergame : Istituto d'arti grafiche, 1946.
- Brunelleschi, Milan ; Florence : Electa, 1952.
- La scultura lignea senese, Florence : Electa Editrice, 1954.
- Ambrogio Lorenzetti, Ivrea : C. Olivetti, 1954.
- I primitivi Senesi, Milan : Ed. Electa, 1956.
- Sassetta e il « Maestro dell'Osservanza », Milan : 1957.
- Oreficerie preispaniche di Colombia nel museo dell'oro di Bogotà, Milano : Martello, stampa 1957.
- I grandi maestri del Trecento toscano, Bergamo : Istituto italiano d'arti grafiche, 1957.
- Pittura senese, Milan : Off. Graf. Ricordi, 1964.
- Il Pinturicchio, Milan : Electa, 1960.
- L'Abbazia di Monteoliveto, Milan : Electa, 1961.
- I primitivi : dipinti su tavola, Milan : Silvana editoriale d'arte, 1963.
- Piero della Francesca : gli affreschi in San Francesco di Arezzo, Milan : Aldo Martello, 1964.
- Tutta la pittura di Michelangelo, Milan : Rizzoli, 1964 (curatelle).
- Pienza : la città di Pio II, Siena : Monte dei Paschi di Siena, 1966.
- La scultura di Michelangiolo, s.l. : A cura del Comitato aretino per le onoranze a Michelangiolo nel V centenario della nascita, 1976.
- I Lorenzetti, Milan : Fabbri, 1977.
- Giovanni Pisano, Pise : Pacini, 1977.
- La Pittura italiana : Medioevo, Vicenze : Banca Popolare di Vicenza, 1979.
- Venanzo Crocetti, s.l. : Federazione delle Cassa di risparmio degli Abruzzi e del Molise, 1979.
- Gli scultori senesi, s.l. : Monte dei Paschi di Siena, 1980.
- Pittura italiana : l'Ottocento, Bologne : Banca cooperativa, 1980.
- Pittori senesi del Quattrocento, Florence : Giunti-Nardini, 1985.
- La pittura italiana : dal Medioevo al Novecento, Modène : Banca popolare dell'Emilia ; Milan : Martello, 1985.
- La scultura italiana, Vicenze : Banca popolare di Vicenza, 1985-87.
- Giotto : la Cappella degli Scrovegni, Milan : Martello, 1987.
- Siena e la sua provincia : guida artistica e monumentale!, Bologna : Italcards, 1989.
- Duccio, Milan : Electa, 1999.

### Œuvres traduites en français
- Les Tablettes peintes de la « Biccherna » et de la « Gabella » de l'ancienne république de Sienne, Milan-Florence : Electa Editrice, 1951 (Description et reproduction des 124 tablettes conservées aux Archives d'État de Sienne).
- La sculpture siennoise en Bois, Milan-Florence : Electa, 1954.
- La peinture siennoise, traduit par Juliette Bertrand, Paris : Colin, 1955.
- Fresques de Sienne, traduction de Marie Cresciani, Baden-Baden : Arts et métiers graphiques, 1956.
- Les Primitifs Siennois - Scuola Senese - Duccio - Ugolino di Nerio - Simone Martini - Lippo Memmi - Barna - Pietro Lorenzetti - Ambrogio Lorenzetti - Bartolo Di Fredi - Paolo Di Giovanni Fei ..., Paris : Éditions Braun & Cie, 1957.
- Sassetta et le "Maitre de l'Osservanza", Milan : Aldo Martello, 1958.
- Miniatures de Liberale da Verona : d'après les Antiphonaires pour le Dôme de Sienne, Éd. spéciale pour l'Opera Metropolitana de Sienne, Milan : Martello, stampa 1960.
- Bois sculptés polychromes du XIIe  au  XVIe siècle en Italie, texte francais de Jean-Richard Pierrette, [S.l.] : Hachette, 1960.
- Les musees de Sienne, Novara : Ist. geografico De Agostini, 1964.
- Les primitifs sur bois ; texte français de Bernadette Engelman, Milan : Hachette, 1965.
- La Maestà, Duccio di Buoninsegna, Sienne : l'Oeuvre métropolitaine-Milan : Aldo Martello, 1969.
- Le Dôme de Sienne et le Musée de l'Oeuvre, Florence : Scala, 1976.
- Le Paysage dans l'art, traduit par Michel Orcel, Paris : Fernand Nathan, 1980  (ISBN 2-09-284563-2)
- Siennes, guide touristique de la ville et de la province, Bologne : Italcards, 1989.

#### Œuvres en collaboration
- Joseph Gudiol i Ricart, Enzo Carli, Geneviève Souchal, La peinture gothique, Paris : Editions du Pont Royal, 1964.

### Œuvres traduites en anglais
- (en) Sassetta's Borgo San Sepolcro Altarpiece, "Burlington Magazine", n. 43, 1951.
- (en) Sienese Painting, Greenwich (Conn.) : New York Graphic Society, 1957.
- (en) Italian primitives : panel painting of the twelfth and thirteen centuries, New York : Abrams, post 1960.
- (en) All the paintings of Paolo Uccello ; translated by Marion Fitzallan, New York : Hawthorn Books, Inc., 1963.
- (en) Guide to the pinacoteca of Siena Milano : Aldo Martello Editore, 1967.
- (en) Sienese painting, Florence : Scala Books, 1982.
- (en) Siena and its province : tourist guide to the town's art works!, Bologne : Italcards, 1989.
- (en) Italian sculpture : from Wiligelmo to the Twentieth Century, Vicenze : Banca popolare vicentina, 1990.

### Œuvres traduites en allemand
- (de) Die grossen Maler von Siena Wien-Munchen : Verlag Anton Schroll, 1956.
- (de) Museen von Siena..., Munchen : W. Goldmann Verl., 1961.
- (de) Florentinische Malerei, Gutersloh : C. Bertelsmann, 1962.
- (de) Pienza : die Umgestaltung Corsignanos durch den Bauherrn Pius II, Basel-Stuttgart : Helbing & Lichtenhahn, 1965.
- (de) Sienesische Malerei, s.l. : Fiorentini, 1982.
- (de) Siena und die Provinz, Bologne : Italcards, 1989.

### Œuvres traduites en espagnol
- (es) Renacimiento florentino, Pamplona : Salvat, 1963.
- (es) Siena y su provincia, Bologne : Italcards, 1989.

## Distinction
En 1980, il reçoit le Prix du Président de la République, comme membre émérite de l'Académie des Lyncéens. En 1995, il est nommé au Prix Antonio-Feltrinelli.